# Jorge de Almada
Jorge de Almada, fidalgo escudeiro (1582 ou 1583) e que em 1594 morreu capitão em Malaca.
Formou parte da armada que foi para a Índia portuguesa, em 5 de abril de 1582, capitaneada por António de Melo.
Era filho de D. Antão Soares de Almada e de D. Vicência de Castro, filha de Rui Pereira da Silva, Alcaide-Mor de Silves e Guarda-mor do Infante D. João, e de sua mulher e prima-tia D. Isabel da Silva, senhora do Morgadio de Monchique.